# Ancenis
Ancenis je francouzská obec v departementu Loire-Atlantique, v regionu Pays de la Loire. Leží na pravém břehu řeky Loiry, asi 35 km severovýchodně od Nantes. V roce 2009 zde žilo 7 543 obyvatel. Je střediskem arrondissementu Ancenis.

## Historie

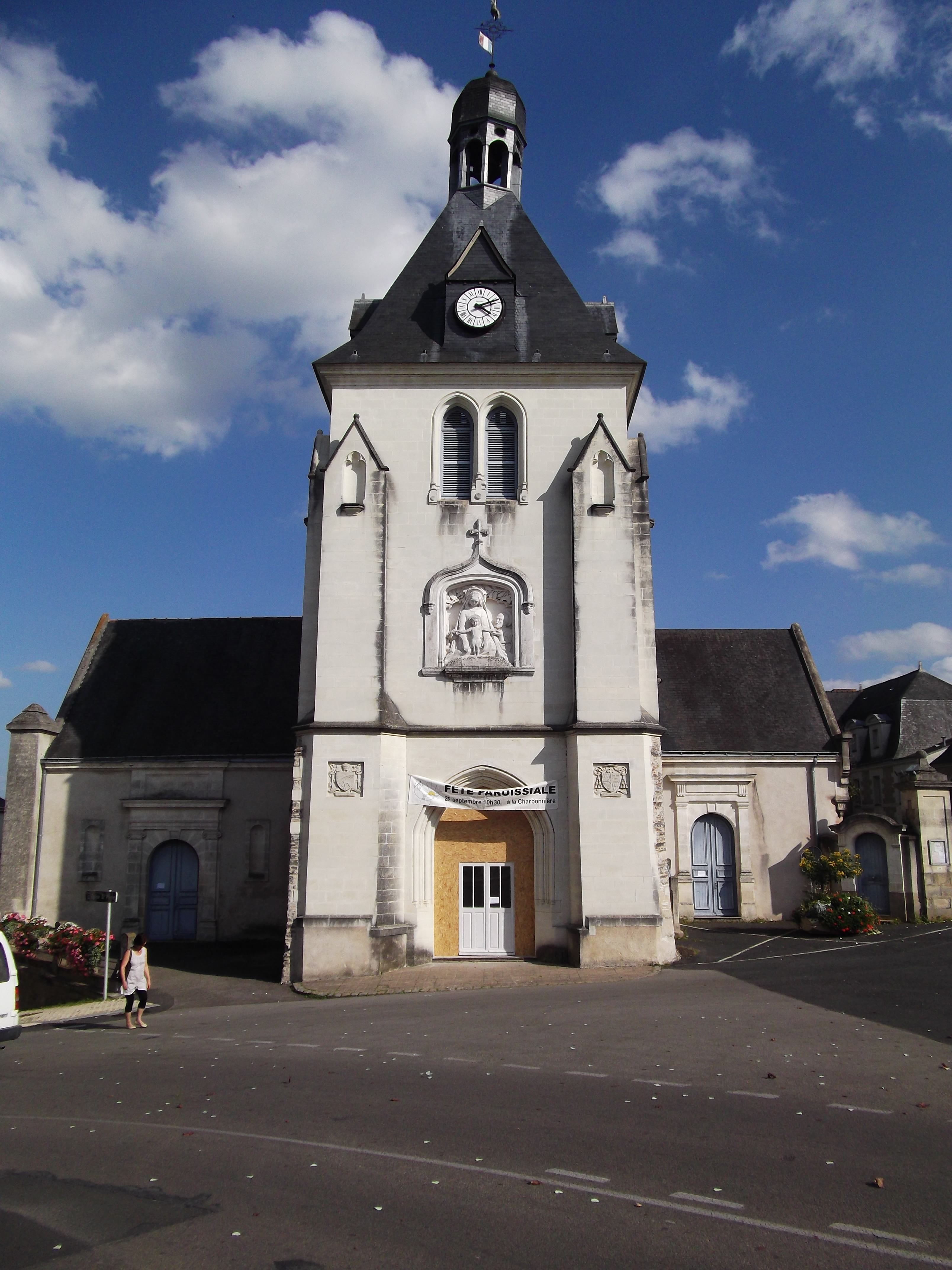
Kostel sv. Petra v Ancenis

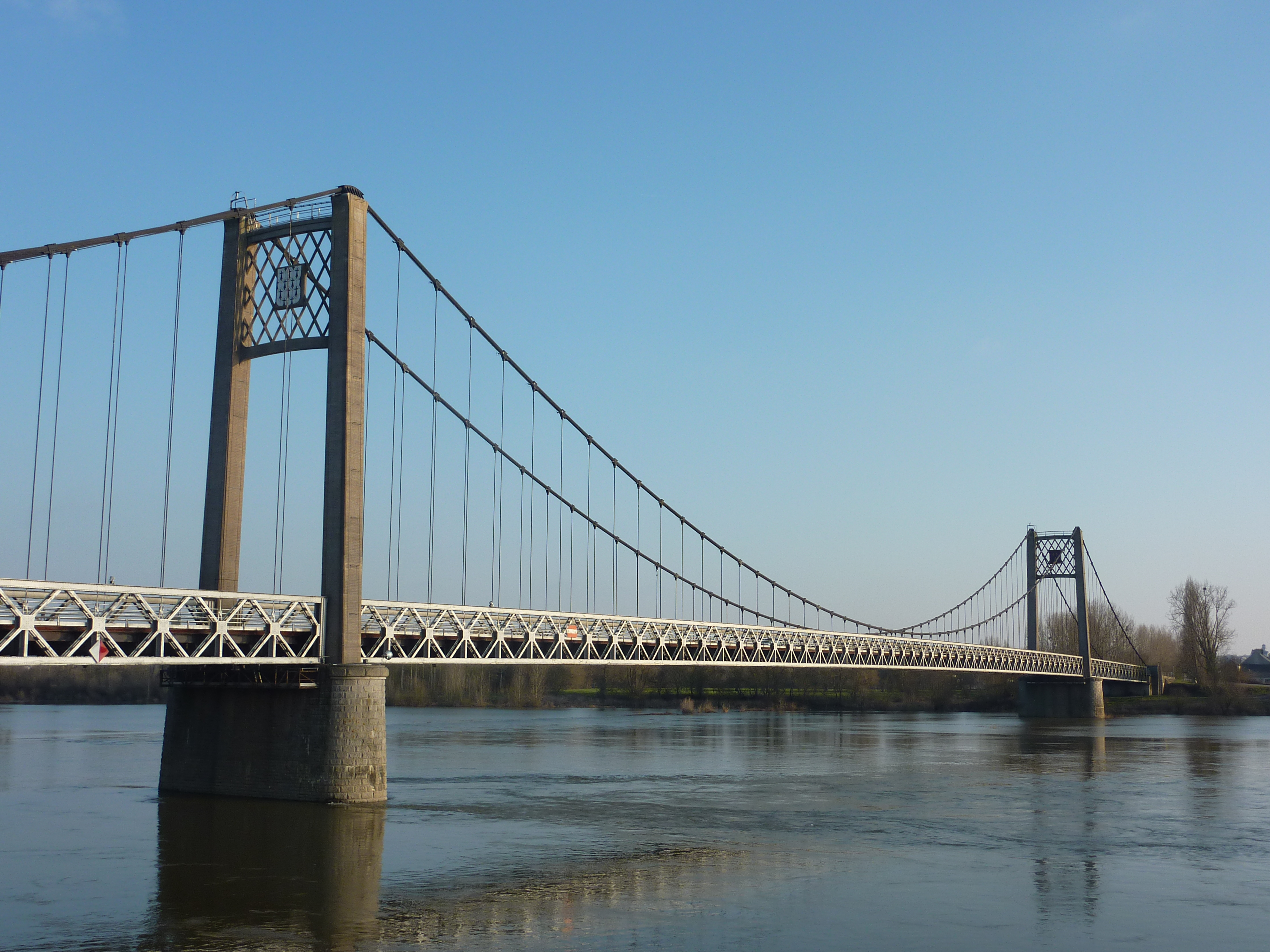
Visutý most přes Loiru

Město bylo založeno roku 984 na místě staršího osídlení z galsko-římské doby. Roku 1468 zde byla podepsána smlouva z Ancenis, v níž se bretaňský vévoda František II. zavázal přerušit své vztahy s anglickým králem. Roku 1839 byl postaven první most přes Loiru, který roku 1953 nahradil moderní visutý most.

## Doprava a průmysl
Ancenis leží blízko dálnice A11, má přímé železniční spojení do Nantes a Orléans a v blízkosti města je malé letiště.
Ve městě je řada průmyslových podniků, nejznámější je výrobce stavebních a manipulačních strojů Manitou.

## Pamětihodnosti
- Zámek, založený 984, byl ve středověku rozšířen a přestavěn, ale od 17. století ztrácel na významu a až ve 20. století byl opraven.
- Kostel sv. Petra na náměstí, přestavěný v 15. století, je trojlodní gotický kostel s mohutnou věží v průčelí. Má poměrně cenné zařízení a vitráže ze 16. století.
- Bývalý klášter Voršilek, později kasárny a škola, s kaplí z roku 1642, kde je dnes obrazová galerie.
- Visutý silniční most přes Loiru v délce 432 m

## Partnerská města
- Bad Brückenau, Německo
- Kirkham, Spojené království